# 75 cl Schicksal
75 cl Schicksal ist ein französischer Kurzfilm von Jacques Maillot aus dem Jahr 1994.

## Handlung
Laurence und Matthieu sind ein Paar. Auf Laurences Betreiben hin lädt Matthieu seine Freunde Julien, Didier und Michel zu sich ein. Alle vier kennen sich, seit sie zwölf Jahre als waren, haben sich jedoch etwas aus den Augen verloren, als Michel die von allen verehrte Claire heiratete. Michel bringt Claire mit, die ungeplant von ihm schwanger ist, und auch Julien ist mit seiner Freundin, der Italienerin Luise da. Nur Didier ist solo.
Die Gruppe isst gemeinsam und später tanzen sie ausgelassen zur Musik. Als nach einiger Zeit der Strom in der Wohnung ausfällt, beschließen sie, ein Spiel zu spielen, von dem Matthieu kurz zuvor erzählt hat. Er will am nächsten Tag nach Thailand reisen, wo man Wünsche auf einen Zettel schreibt und in eine Glasflasche steckt, die man dem Meer übergibt. Zerschellt die Flasche an Felsen, gehen die Wünsche in Erfüllung. Er verspricht, die Flasche mit nach Thailand zu nehmen und dort ins Meer zu werfen. Die Gruppe beginnt, ihre Wünsche auf Zettel zu schreiben, so will Michel eine größere Wohnung, Claire ein schönes Baby und Luise, die kein Französisch spricht, Arbeit in Frankreich finden. Claire wünscht sich etwas Gutes für den blinden Enkel der Hausmeisterin, der dem Fußballspiel der anderen Kinder nur zuhören kann. Nur Didier verrät nicht, was er auf seinen Zettel schreibt.
Der Strom geht wieder und die Feier geht weiter. Michel jedoch öffnet die Flasche und findet heraus, dass Didier sich gewünscht hat, mit Claire zu schlafen. Es kommt zu einer Auseinandersetzung, bei der Didier verletzt wird. Michel zieht sich mit Matthieu zurück und gesteht ihm, dass er sich nicht gut genug für Claire fühlt und alles kaputt macht. Claire weint im Gespräch mit Laurence und will Michel verlassen, der nach der Hochzeit eifersüchtig und kleinlich wurde. Didier und Julien wiederum verziehen sich ins Bad, wo Didier keine Reue zeigt. Er habe als einziger nie mit Claire geschlafen und weiß, dass die etwas Besseres als Michel verdient. Er verzehrt sich nach ihr und weint. Kurz darauf brechen die Gruppen auf. Michel sagt Claire, dass er sie liebt, doch sie antwortet nicht. Didier bricht alleine auf. Julien meint zu Matthieu, dass nur Didier ehrlich beim Spiel war; auch er und Luisa gehen. Laurence schläft bereits und Matthieu packt nach kurzem Zögern die Flasche mit den Wünschen ein.
Ein Jahr später hat Julien die Wohnung von Matthieu und Laurence übernommen. Matthieu ist nie aus Thailand zurückgekehrt, Laurence lebt wieder bei ihren Eltern. Julien und Luisa haben sich getrennt. Claire und Michel haben sich scheiden lassen und Claire ist Mutter einer Tochter geworden. Julien konstatiert, dass alle, die er kennt, allein sind, selbst wenn sie einen Partner haben. Er schaut aus dem Fenster und sieht René mit den anderen Kindern glücklich Fußball spielen.

## Produktion
75 cl Schicksal war nach Des fleurs coupées der zweite Kurzfilm, bei dem Jacques Maillot Regie führte. Er schrieb zudem das Drehbuch. Die Kostüme schuf Beatrice Vilain, die Filmbauten stammen von Ariane Audouard.
75 cl Schicksal erlebte im Mai 1994 im Rahmen der Internationalen Filmfestspiele von Cannes seine Premiere. Der Film lief zudem unter anderem auf dem Festival du Court-Métrage de Clermont-Ferrand. In Deutschland war der Film im November 2011 auf der Regensburger Kurzfilmwoche zu sehen. ARTE zeigte den Film im Oktober 2020 im Rahmen von 1000. Ausgaben der Sendung Kurzschluss online.

## Auszeichnungen
75 cl Schicksal gewann 1994 den Prix Jean Vigo in der Kategorie Kurzfilm. Auf dem Festival du Court-Métrage de Clermont-Ferrand wurde der Film 1994 mit dem Spezialpreis der Jury im nationalen Wettbewerb ausgezeichnet.